# Belfast Harbour Police
Belfast Harbour Police er en lille, specialiseret politistyrke i Nordirland, med ansvar for havneområdet i Belfast.
Styrken blev grundlagt i 1847 gennem Harbours, Docks and Piers Clauses Act. Konstablerne har fuld geografisk politimyndighed indenfor de områder, der tilhører Belfast Harbour Authority, så længe denne udstrækning holder sig på maksimum en mil.
Styrken har ikke kapacitet til at efterforske alvorlige forbrydelser, der derfor automatisk overdrages den lokale, territoriale politistyrke, Police Service of Northern Ireland.
| Myndighed | Spire Denne artikel om en offentlig myndighed er en spire som bør udbygges. Du er velkommen til at hjælpe Wikipedia ved at udvide den. |